# 杜攻
杜攻（1928年—1993年），四川永川县人，中华人民共和国政治人物、外交官。中国共产党党员。

## 生平
曾就读于四川大学和北京大学。
参加革命后就开始从事外事工作。曾在中央外事学校和天津外事处工作。进入外交部后，先后在亚洲司、驻缅甸使馆及驻菲律宾使馆工作。曾任外交部政策研究室主任。
1986年，接替林中，担任中华人民共和国驻意大利大使。1990年，由李宝城接任。
任中国太平洋经济合作委员会副会长、中日友好二十一世纪委员会委员。
1990年5月任中国国际问题研究所所长。1993年因病去世。